# 足利氏満
足利 氏満（あしかが うじみつ）は、南北朝時代から室町時代にかけての武将。第2代鎌倉公方（在職：正平22年/貞治6年5月29日（1367年6月26日） - 応永5年11月4日（1398年12月12日））。父は足利基氏、母は畠山家国の娘。

## 生涯
正平22年/貞治6年（1367年）4月、父基氏の死去をうけて鎌倉公方となる。ただし幼少のため、5月に京都から佐々木道誉が下向、引継ぎの事務に携わっている。
公方となって間もなくの正平23年/貞治7年（1368年）1月に武蔵平一揆の乱が起こるが、10歳という幼少ながらみずから軍勢を率いて河越に出陣。京都から引き返した関東管領・上杉憲顕も加わって、同年6月17日には平一揆を鎮圧した。同年（貞治は応安に改元）9月19日に憲顕が亡くなった後は憲顕の息子・能憲と甥の朝房が関東管領に就任、2人の補佐を受けた。能憲の死後は能憲の兄弟で関東管領を継いだ上杉憲春と共に、宇都宮氏綱をはじめとする関東諸勢力と戦い屈服させ、関東に強力な支配権を形成した。翌正平24年/応安2年（1369年）1月21日に元服、従兄で第3代将軍の足利義満の偏諱を受けて氏満と名乗った。
天授5年/康暦元年（1379年）、中央で室町幕府内部の抗争である康暦の政変が起こると、それに呼応して将軍・足利義満に対して挙兵しようとしたが、憲春が自刃して諌めたために断念した。佐藤進一は、斯波氏が氏満を勧誘、煽動して挙兵を促したと指摘している。しかし、このことはやがて京都に伝わり、氏満は謝罪の使者を送るほかなかった。これを機に義満は氏満への圧迫を強め、氏満の教育係であった義堂周信を強引に招請し、義満と結ぶ新しい関東管領上杉憲方（憲春の兄弟）の圧迫もあってこれを認めざるを得なくなったのである。
その後、氏満は関東の親幕府派や南朝方の武家などを攻撃して自己の権力拡大に結び付ける路線を取った。すなわち、新田氏や小山氏、小田氏、田村庄司氏などを次々と討伐していったのである。特に小山氏の乱においては北関東有数の名門武家であった小山氏を徹底的に滅ぼして、上杉氏や関東の有力武家たちに対する牽制とした。
元中9年/明徳3年（1392年）、氏満は義満から陸奥や出羽の統治も任された。その背景には伊達氏や白河結城氏など有力武家を奥州管領が十分に統率できなかったことや前年に発生した明徳の乱を受けて鎌倉府の離反を阻止する意図があったとみられている。だが、これによって義満と氏満、あるいは鎌倉の鎌倉府と京都の将軍家と対立が解消されることはなく、氏満の子満兼、孫の持氏と代を重ねるごとに拡大し、両家の本格的な抗争につながっていったのである。
応永5年（1398年）に病没。享年40。早世だが、父が没した正平22年/貞治6年（1367年）から31年にわたって鎌倉公方を務めており、在職期間は歴代公方の中では最長である。

## 官歴
※日付＝旧暦
- 正平22年/貞治6年（1367年）5月29日、鎌倉公方に就任。
- 正平24年/応安2年（1369年）1月21日、元服し、氏満と名乗る。
- 文中元年/応安5年（1372年）11月6日、従五位下に叙し、左馬頭に任官。
- 天授6年/康暦2年（1380年）2月、従四位下に昇叙し、左兵衛督に転任。
- 元中8年/明徳2年（1391年）2月、陸奥出羽両国公方兼務。
- 元中9年/明徳3年（1392年）3月、従三位に昇叙[7]？　左兵衛督如元。

## 寺院建立
- 海蔵寺・・・神奈川県鎌倉市扇ガ谷にあり、氏満の命により上杉氏定が心昭空外を招いて再建した寺院。
- 東際寺・・・神奈川県小田原市にあり、建長寺九十二世慶堂資善大和尚を開山とする寺院。

## 偏諱を受けた人物
- 岩松満国[8]
- 上杉氏定（扇谷上杉氏）
- 宇都宮満綱[8]
- 小栗満弘 - 常陸小栗氏。別名、重弘。
- 小栗満重[8] - 満弘（重弘）の弟。後に持氏と対立し、小栗満重の乱を起こす。
- 小山満泰?[8][9] - 小山氏の乱後、氏満の命で小山氏を継いだ結城泰朝の子とされる。子に持政。
- 大掾満幹[8]
- 伊達氏宗
- 千葉満胤[8]
- 宍戸満朝
- 茂木満知[8]（茂木氏）
- 結城満朝（白河結城氏）
- 結城満広[8]（下総結城氏）

## 関連書籍
- 田辺久子『関東公方足利氏四代　基氏・氏満・満兼・持氏』吉川弘文館、2002年。ISBN 9784642077897。
- 小国浩寿『鎌倉府体制と東国』吉川弘文館、2001年。ISBN 9784642028073。